# Stuart Rachels
Stuart Rachels (nacido el 26 de septiembre de 1969) es un Maestro Internacional de ajedrez e hijo del filósofo James Rachels (1941–2003). Siendo aún poco conocido y sin un ranking ELO destacado, compartió el primer puesto en el Campeonato de ajedrez de Estados Unidos de 1989, con los grandes maestros Yasser Seirawan y Roman Dzindzihasvilli, y además sin perder una sola partida. Hoy día ya se ha retirado del ajedrez, y no participa en ninguna competencia oficial. 
En la lista de enero de 2008 de la FIDE, Rachels tenía 2485 puntos de ELO.
Rachels creció en Birmingham (Alabama). Recibió la licenciatura en filosofía, con los mayores honores, por la Universidad de Emory en 1991, otra licenciatura en filosofía y política por la Universidad de Oxford en 1993 y un doctorado por la Universidad de Siracusa en 1998.
En 1981, a la edad de 11 años y 10 meses, se convirtió en el maestro más joven de la historia de EE. UU., un récord que mantuvo hasta 1994. Ganó el Campeonato Juvenil de Estados Unidos por Invitación en 1988. Sus grandes logros en el ajedrez fueron el empate por la primera plaza en el Campeonato de ajedrez de Estados Unidos en 1989 con los Grandes Maestros Roman Dzindzichashvili y Yasser Seirawan. Esto le clasificó para jugar en el Torneo interzonal de Manila de 1990, donde consiguió un respetable resultado de 6/13. Rachels y John Grefe, el cocampeón de EE. UU. de 1973, son los únicos jugadores desde 1948 en vencer en solitario o conjuntamente el campeonato de ajedrez de Estados Unidos sin ser grandes maestros o haberlo conseguido posteriormente 
La FIDE le concedió el título de Maestro Internacional y también recibió dos normas de gran maestro, una menos de las necesarias para el título. Rachels se retiró del ajedrez en 1993.
En 1999, se convirtió en Profesor Asociado en el Departamento de Filosofía de la Universidad de Alabama en Tuscaloosa (Alabama). En 2004, fue promocionado a Profesor Asociado. Rachels ha lanzado ediciones póstumas de algunos de los libros de su padre, principalmente la quinta edición de Los Elementos de la Filosofía Moral.

## Partidas Notables
Kudrin-Rachels, Campeonato de EE. UU., Long Beach 1989 1.e4 c5 2.Cf3 Cc6 3.d4 cxd4 4.cxd4 Cf6 5.Cc3 d6 6.g3 g6 7.Cde2 Ad7 8.Ag2 Dc8 9.Cd5 Ag7 10.O-O Cxd5 11.exd5 Ce5 12.a4 Ah3 13.Ta2 h5 14.Axh3 Dxh3 15.f3 g5 16.Rh1 Af6 17.b3 Df5 18.Cd4 Dg6 19.c4 g4 20.Tg2 h4 21.gxh4 Txh4 22.f4 Cd7 23.Cb5 O-O-O 24.Cxa7+ Rb8 25.Ae3 Tdh8 26.De1 g3 27.Da5 Txh2+ 28.Txh2 De4+ 29.Rg1 Dxe3+ 0-1